# Louis-Charles-Auguste de Houlières
Louis-Charles-Auguste de Houlières, (1750-1802), officier et député de Maine-et-Loire aux assemblées de la Révolution française.

## Biographie
Louis-Charles-Auguste de Houlières est né le 26 janvier 1750 au Château de Marthou à Cherré (Maine-et-Loire) en Anjou. 
D'origine noble, il commence une carrière militaire. Il devient officier du régiment de Flandre de l'armée royale.
Intéressé par la politique, il publie ses Réflexions sur la prochaine tenue des États généraux, et un Projet de doléances pour la noblesse de la sénéchaussée d'Angers.
En juillet 1789, il participe activement à la Révolution française.
Le 30 janvier 1790 il est élu maire d'Angers et devient ainsi le premier maire élu librement.
Le 7 septembre 1791 il est élu député à l'Assemblée législative, démissionne de son mandat municipal le 10 septembre 1791 et vote avec la majorité réformatrice. Il intervient en séance pour presser ses collègues de porter remède aux émigrations massives qui affaiblissent la France.
Il est réélu en septembre 1792 à la Convention nationale.  
Il s'oppose à la mort de Louis XVI, lui préférant le bannissement avec sa famille, une fois la paix revenue. Il démissionne le 16 avril 1793,après la manifestation hostile aux Girondins. 
Malade, il se retire de la politique et meurt le 14 mars 1802 à Angers.

## Sources
- « Louis-Charles-Auguste de Houlières », dans Adolphe Robert et Gaston Cougny, Dictionnaire des parlementaires français, Edgar Bourloton, 1889-1891 [détail de l’édition]